# Nancy from Nowhere
Nancy from Nowhere er en amerikansk stumfilm fra 1922 af Chester Franklin.

## Medvirkende
- Bebe Daniels som Nancy
- Eddie Sutherland som Jack Halliday
- Vera Lewis som Mrs. Kelly
- James Gordon som Mr. Kelly
- Myrtle Stedman som Mrs. Halliday
- Alberta Lee som Martha
- Helen Holly som Elizabeth Doane
- Dorothy Hagan som Mrs. Doane